# Caledon (Schiff)
HMS Caledon (D53) war ein Leichter Kreuzer der C-Klasse der Royal Navy, der als zweites britisches Kriegsschiff den Namen Caledon erhielt, eine Kurzform der römischen Bezeichnung Caledonia für Schottland.
Das bei Cammell Laird gebaute Schiff gehörte zu einer vier Schiffe umfassenden Untergruppe der C-Klasse, die nach der zuerst fertiggestellten Caledon benannt wurde. Die im Ersten Weltkrieg fertiggestellte Caledon wurde in beiden Weltkriegen eingesetzt und im Zweiten Weltkrieg noch zu einem Flugabwehrkreuzer umgebaut. 1948 wurde der Kreuzer dann abgebrochen.

## Geschichte derCaledon
Die mit drei weiteren Kreuzern vom C-Typ am 8. Dezember 1915 bestellte Caledon wurde bei Cammell Laird am 17. März 1916 auf Kiel gelegt, lief am 25. November 1916 vom Stapel und wurde am 6. März 1917 an die Royal Navy abgeliefert. Die Bestellung war die erste, die den Grundentwurf der C-Klasse von 1913 nach vierzehn bereits in Auftrag gegebenen Schiffen abwandelte, von denen bis zum Jahresende 1915 neun abgeliefert waren. Die neuen Schiffe waren mit 137,2 m etwas länger und mit 13 m auch breiter als die vorangegangenen Kreuzer der Klasse.
Geschützt waren die Kreuzer durch einen seitlichen Panzergürtel von 37 bis 76 mm Stärke. Dazu kam ein 25 mm starkes Panzerdeck und gleichstarke Schutzschilde der Hauptartillerie. Die Kreuzer hatten eine Verdrängung von 4120 t und konnten mit ihrer 40.000 PS starken Turbinenanlage 29 kn erreichen. Der maximale Bunkervorrat von 935 t Treiböl ermöglichte bei 10 kn Marschgeschwindigkeit eine Fahrstrecke von 5900 sm. Bewaffnet waren die Kreuzer der Caledon-Gruppe mit fünf 6-inch-(152-mm)-L/45-Mk.XII -Geschützen zur Bekämpfung von Seezielen, die alle auf der Mittschiffslinie angeordnet waren. Die drei vorderen Geschütze standen einzeln: das erste auf dem Vordeck vor der Brücke, das zweite zwischen Mast und vorderem Schornstein und das dritte erhöht nach dem hinteren Schornstein. Die beiden hinteren Geschütze standen relativ weit auseinander hinter dem erhöhten Heckaufbau auf verschiedenen Ebenen, um übereinander schießen zu können. Zur Abwehr gegen Luftangriffe oder leichterer Seestreitkräfte verfügten die Kreuzer der Untergruppe über zwei 12-pounder-(76-mm)-L/40-Mk.I-Mehrzweck-Geschütze neben den Schornsteinen. Dazu waren noch vier 3-pdr-(47-mm)-Hotchkiss-Salutgeschütze und auf jeder Rumpfseite je zwei 533-mm-Zwillings-Torpedorohrsätze vorhanden. Die hintereinander montierten Zwillings-Sätze auf Höhe der Schornsteine waren je Seite etwas versetzt montiert. Wegen der über sie hinweg schießenden mittleren 152-mm-Geschütze konnten im Feuergefecht die Torpedorohrsätze nicht bemannt werden und nur wie voreingestellt aus geschützter Position abgefeuert werden.
Nach der Indienststellung der Caledon wurde im August 1917 entschieden, das in jedem Leichten Kreuzergeschwader auf einem Schiff ein Flugzeug zur Abwehr von Luftschiffen mitgeführt werden sollte. Für die 1st Light cruiser squadron sollte dies die Caledon sein, die eine Startrampe auf dem Vordeck für eine Sopwith Pup erhielt. Diese Rampe wurde Mitte 1918 durch eine neue drehbare Startplattform mittschiffs vor dem vierten Geschütz ersetzt. Die Flugzeuge wurden bei Kriegsende 1918 wieder von Bord gegeben. Die Caledon behielt aber die Plattform bis zur Reparatur 1928.
Für Kriegszeiten war eine Besatzung von 400 Mann vorgesehen; als Flaggschiff eingesetzt sollten 437 Mann an Bord Dienst tun.

### Erste Einsätze derCaledon

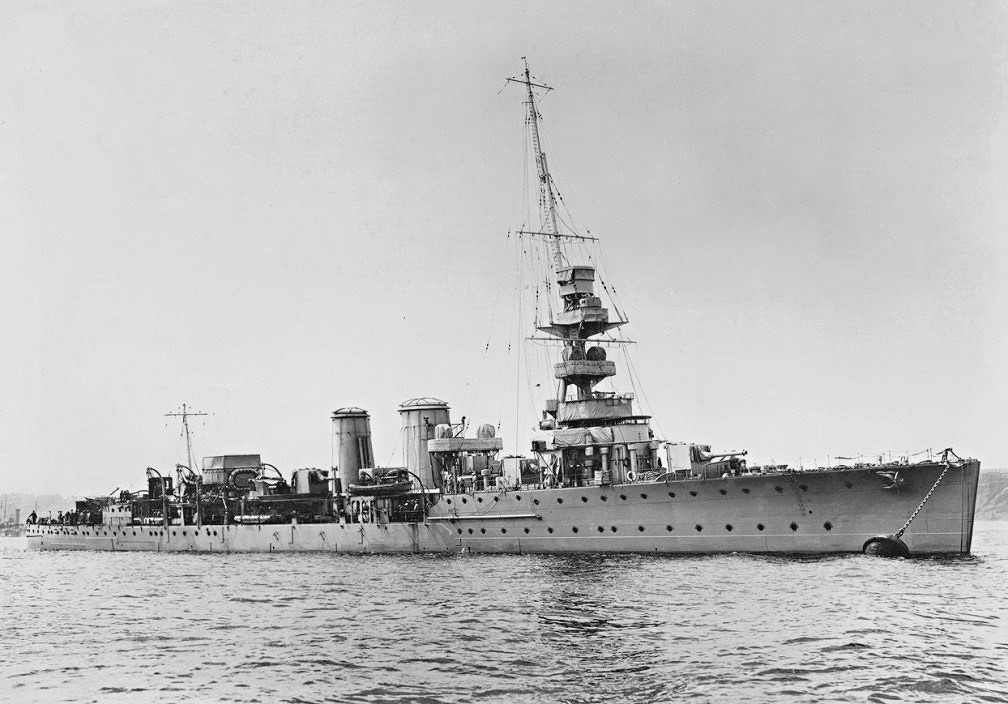
Das Schwesterschiff Calypso

Am 6. März 1917 nahm die Caledon ihren Dienst bei der Grand Fleet auf und wurde nach allen Erprobungen im Mai der 1st Light Cruiser Squadron mit drei Kreuzern der Arethusa-Klasse und unterstellter 13th Destroyer flotilla als Geschwaderflaggschiff zugeteilt.
Am 17. November 1917 war der Kreuzer am zweiten Seegefecht bei Helgoland als Flaggschiff von Konteradmiral Trevylyan Napier beteiligt, dem auch das 6. Leichte Kreuzergeschwader mit weiteren vier neuen Kreuzern der C-Klasse unterstand. Der Verband sollte den Versuch der Deutschen, einen minenfreien Weg durch ein britisches Minenfeld zu räumen, verhindern. Die Kreuzer Caledon und Calypso vertrieben die deutschen Minensucher, als die Kleinen Kreuzer der deutschen II. Aufklärungsgruppe eingriffen. Die beiden Kreuzer nahmen mit der Galatea das Gefecht an. Die beiden britischen leichten Schlachtkreuzer Courageous und Glorious des 1. Kreuzergeschwaders griffen zur Unterstützung der leichten britischen Kreuzer ein und bekämpften die deutschen Kreuzer schon aus großer Distanz. Diese ließen sich auf die als Deckungsstreitkräfte in See befindlichen Linienschiffe Kaiserin und Kaiser unter Kapitän zur See Kurt Graßhoff zurückfallen, die ebenfalls schon auf große Distanz ihr Feuer eröffneten.

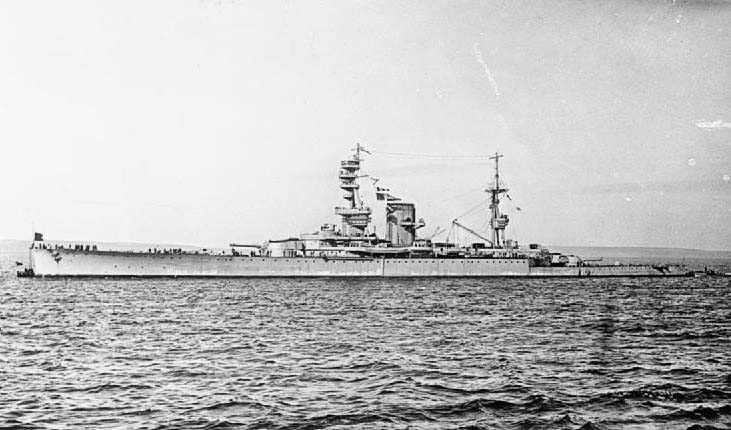
Der Kreuzer Courageous

Als sich bald auch die britischen Schlachtkreuzer des 1. Schlachtkreuzergeschwaders näherten und die Repulse die Deutschen beschoss, zogen sich die deutschen Linienschiffe in den Schutz ihrer Minenfelder zurück. Die Repulse gab mit ihrer schweren Artillerie noch 54 Schuss auf die deutschen Schiffe ab und erzielte einen Treffer auf der Königsberg, der deren Geschwindigkeit erheblich herabsetzte. Für die beiden späteren Flugzeugträger Courageous und Glorious war es ihr einziges Gefecht als Kreuzer. Obwohl sie 92 bzw. 57 Schuss ihrer schweren Artillerie abgegeben hatten, erzielten sie nur einen unbedeutenden Treffer auf der Pillau. Auch die fast 400 Schuss ihrer Mittelartillerie verfehlten die deutschen Schiffe.
Die das Gefecht eröffnenden Caledon und Calypso erlitten beide Treffer. Die Calypso erhielt von den Kleinen Kreuzern einen Treffer in der Brücke, der dort alle einschließlich des Kommandanten tötete (zehn Tote). Die Caledon wurde von einer 30,5-cm-Granate der Kaiser getroffen, die beherrschbare Schäden verursachte. Der durch einen Granatsplitter im Bauch tödlich verwundete Matrose John Henry Carless setzte seinen Geschützdienst fort und half anderen Verwundeten. Für seinen Einsatz wurde ihm posthum das Victoria-Kreuz verliehen; neben ihm starben noch vier weitere Besatzungsmitglieder der Caledon. Auch die Cardiff hatte sieben Tote zu beklagen.
Die Gefechtsschäden der Caledon konnten zügig repariert werden. 1917 wurde Walter Cowan Commodore der 1st LCS auf der Caledon, der das Schiff 1917 schon kurzzeitig kommandiert hatte. Als die deutsche Hochseeflotte sich der Royal Navy ergeben musste, geleitete auch die Caledon die deutschen Schiffe nach Scapa Flow.

### Verwendung nach dem Ersten Weltkrieg

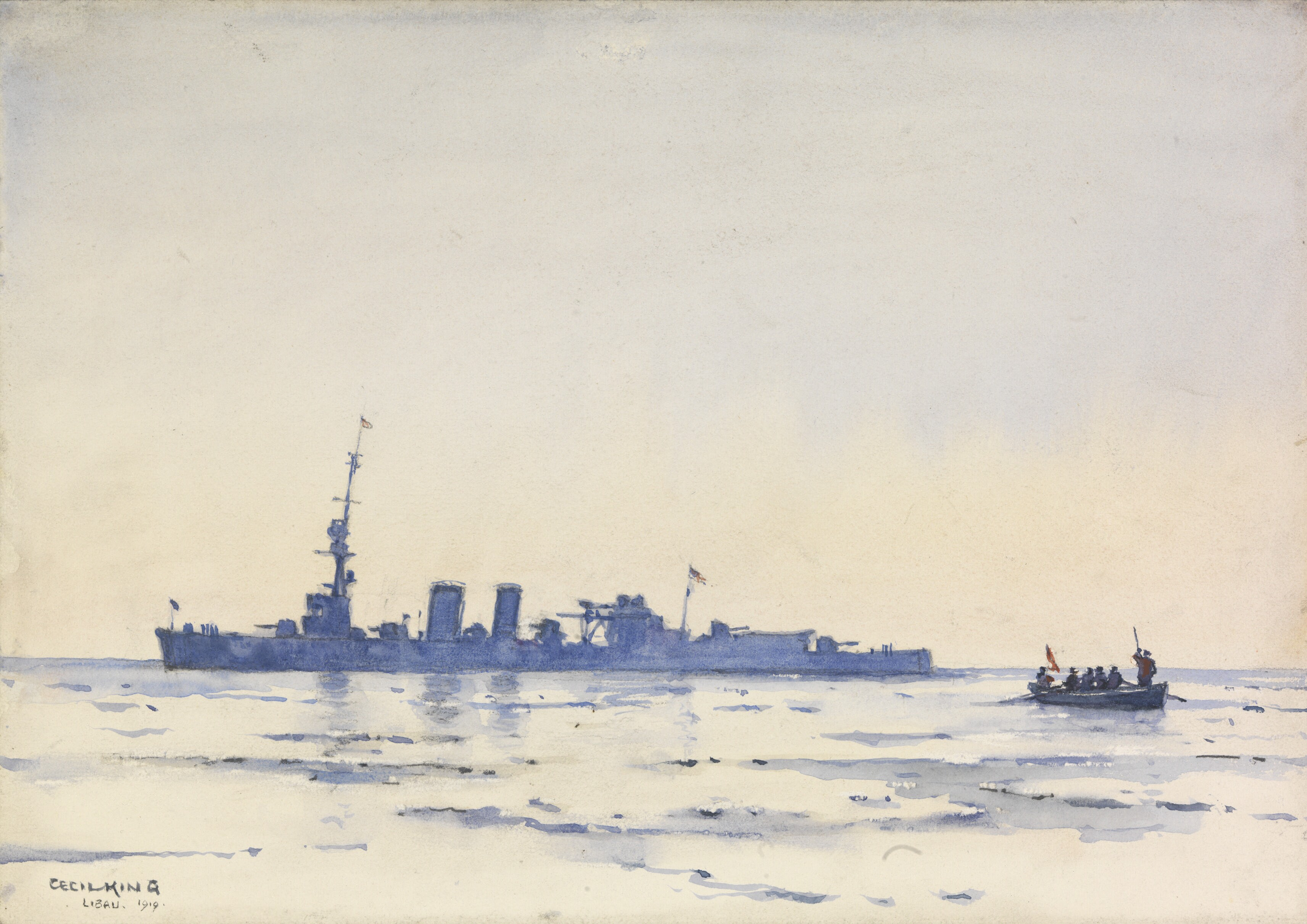
Zeichnung der Caledon in der Ostsee 1919

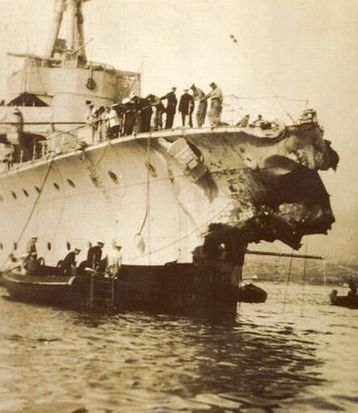
Bug der Caledon nach der Kollision im Mittelmeer

Als die 1st LCS unter Cowan Ende 1918 gegen die Rote Flotte und zur Unterstützung der Baltischen Staaten in die Ostsee kommandiert wurde, diente die Curacoa als Flaggschiff, während die Caledon bei der Grand Fleet, jetzt Home Fleet, als Flaggschiff der 2nd Light Cruiser Squadron (2nd LCS) verblieb und erst 1919 beim Austausch der eingesetzten Einheiten in die Ostsee verlegte. Während der Einsätze im Baltikum ging mit der zur Caledon-Untergruppe gehörenden Cassandra erstmals ein Kreuzer der C-Klasse verloren. Bis zum Wechsel des Kommandeurs auf die Curacoa im August 1921 blieb die Caledon Flaggschiff der 2nd LCS, die seit Oktober 1919 zur Atlantic Fleet gehörte.

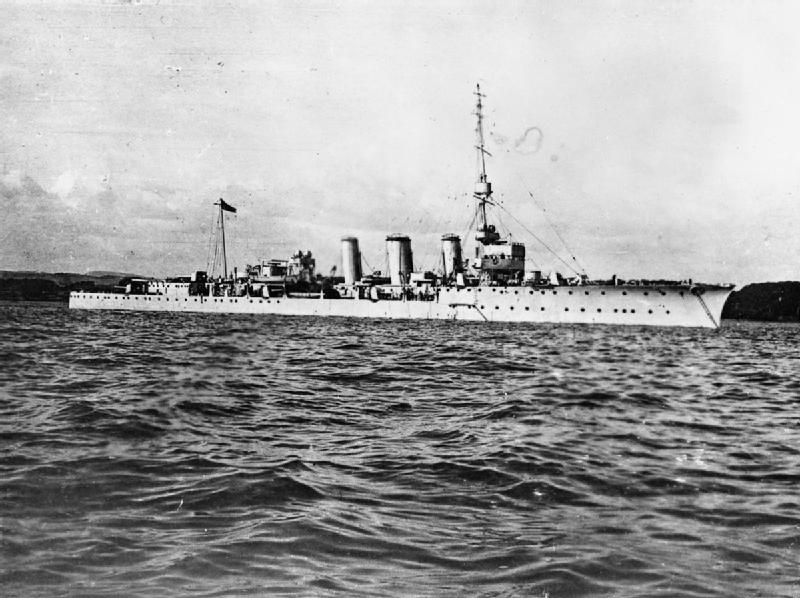
Die Cordelia aus der ältesten Gruppe der C-Kreuzer

Ende August 1921 traten die 2nd LCS und 2nd Destroyer Flotilla eine sechswöchige Reise durch die Ostsee an. Neben der Caledon gehörten die Curacoa als Flaggschiff und die etwas älteren C-Kreuzer Castor und Cordelia sowie der Flottillenführer Spenser der Shakespeare-Klasse und acht Zerstörer der V- und W-Klasse zum Verband, der in der Nacht zum 3. September 1921 den Nord-Ostsee-Kanal von Brunsbüttel zur Ostsee passierte. Als erster Hafen wurde die Freie Stadt Danzig am 4. angelaufen; dann folgte am 8. das von den Franzosen besetzte und verwaltete Memel. Als nächste Häfen wurde Libau, heute Liepāja, (10.), Riga (13.), Tallinn (17.) und Helsinki (19.) in den neuen selbstständigen Republiken an der Ostsee angelaufen. Dann besuchte der britische Verband noch Schweden und verblieb ab dem 23. September etliche Tage in Stockholm, wo der Bevölkerung Gelegenheit gegeben wurde, die britischen Schiffe zu besichtigen. Nach Stockholm war auch ein britischer Versorgungstanker geschickt worden, der die Bunker der Schiffe für die Rückreise füllte. Auf der Weiterfahrt nach Göteborg lief das Flaggschiff Curacoa mit den Zerstörern am 29. Kopenhagen an, wo das Flaggschiff vom dänischen König Christian X. besichtigt wurde. In der Nacht zum 4. Oktober verlegte der Verband dann nach Göteborg. Wie die meisten anderen kurzen Überführungsfahrten wurde sie nachts abgewickelt. In der Nacht zum 8. wurde der letzte Auslandshafen der Reise, die norwegische Hauptstadt Christiania, heute Oslo, angesteuert. Dort wurde das Flaggschiff durch den Monarchen, König Haakon VII., besichtigt, der die Kommandanten zu einem Dinner einlud. Am 13. Oktober 1921 begann der Rückmarsch über die Nordsee und am 15. trafen die Kreuzer in Invergordon als erstem britischen Hafen ein, während die Zerstörerflottille weiter südlich zur Zerstörerbasis Port Edgar bei South Queensferry lief.
In der ersten Hälfte des Jahres 1922 kontrollierte die Caledon mit anderen Schiffen des Geschwaders die Gewässer um Irland, um Nachschublieferungen an die irischen Aufständischen zu verhindern. Im August wurde der Kreuzer ins östliche Mittelmeer entsandt, um britische Interessen während des Konflikts zwischen der Türkei und Griechenland zu schützen; im November kehrte die Caledon wieder zum Geschwader zurück.
Im Januar 1923 wurde der Kreuzer dann nach Memel entsandt, wo litauische Freischärler das unter (französischer) Völkerbundsverwaltung stehende Memelland besetzt hatten (sogenannte „Klaipėda-Revolte“). Die Briten gingen nicht gegen den angeblichen Aufstand örtlicher Kräfte vor, da sie hofften, Litauen werde dadurch den Verlust des Wilnagebiets verschmerzen können und selbst auch entsprechende Vorschläge schon gemacht hatten. Auf dem Rückweg kollidierte der Kreuzer vor Cuxhaven mit dem Lotsenboot Neumark I. Im Juli 1923 besuchte die Caledon mit anderen Einheiten der 2nd LCS nochmals Finnland, wobei Caledon Hanko anlief. Am 17. August 1926 wurde der Kreuzer außer Dienst gestellt, schied aus dem Verband des Zweiten Kreuzergeschwaders aus und wurde in Chatham überholt.
Am 5. September 1927 wurde die Caledon wieder in Dienst gestellt und dem 3. Kreuzergeschwader (3rd CS) bei der Mediterranean Fleet zugeteilt. Im Januar 1928 fiel der Kreuzer aus, nachdem er in der Kafiras-Straße (auch Doro Channel) zwischen Euböa und Andros mit dem italienischen Frachtschiff Antares kollidiert war. In langsamer Fahrt erreichte der am Bug schwer beschädigte Kreuzer nach sechs Tagen Malta, wo er mit einer Behelfsreparatur für die Überführung in die Heimat im April vorbereitet wurde. Die endgültige Reparatur erfolgte im Devonport Dockyard bis zum 15. Januar 1929, als der Kreuzer zur 3rd CS wieder in Dienst gestellt wurde. Schon am 8. August 1929 wurde der Kreuzer im Geschwader von der Curlew abgelöst und kehrte nach Großbritannien zurück. Im August 1930 lief die Caledon wieder nach Malta zur Mediterranean Fleet und übernahm die Aufgaben des Flaggschiffs des 3rd CS bis zum Juli 1931. Der Kreuzer wurde dann von der Colombo abgelöst und ging in die Reserve, wo er in Devonport für Trainingsaufgaben genutzt wurde und dem Befehlshaber der dortigen Einheiten der Reserveflotte bis Oktober 1936 als Dienstsitz diente. Im Dezember 1934 wurde der Kreuzer zur Überführung von Armeepersonal nach Malta eingesetzt. Im Juli 1938 wurde die Caledon im Schlepp nach Chatham verlegt und dort bis Juni 1939 überholt. Sie wurde dann Flaggschiff des dortigen Befehlshabers der Einheiten der Flottenreserve. Wie fast alle Einheiten der Reserveflotte wurde der Kreuzer im Juli mit Reservisten bemannt und nahm am 9. August an der Besichtigung der Reserve Fleet durch König George VI. in Weymouth teil. Die Caledon blieb danach im Dienst, vervollständigte ihre Ausrüstung und Vorräte und verlegte nach Scapa Flow. Sie war der älteste der noch einsatzfähige dreizehn Kreuzer der C-Klasse, von denen sich sieben wie die Caledon in der Reserve befanden. Alle sollten zu Flugabwehrkreuzern umgebaut werden. Die beiden Prototypen eines derartigen Umbaus (Coventry und Curlew) und die beiden ersten (Serien-)Umbauten (Cairo und Calcutta) befanden sich noch in der Erprobung – bei Carlisle und Curacoa hatte der Umbau begonnen.

### Erneuter Kriegseinsatz ab 1939
Im September 1939 wurde der Kreuzer mit dem Schwesterschiff Calypso sowie Diomede und Dragon der 7th Cruiser Squadron zugeteilt. Der Kreuzer sollte bei der Northern Patrol deutsche Schiffe an der Heimfahrt durch die Nordsee hindern und alle Handelsschiffe nach Ladungen für das Deutsche Reich kontrollieren. Als Ende November 1939 die deutschen Schlachtschiffe Gneisenau und Scharnhorst gegen die Northern Patrol vorstießen und die Möglichkeiten eines Ausbruchs in den Atlantik erkundeten, befand sich die Caledon neben Cardiff und Colombo zur Überwachung der Färöer-Shetland-Enge in See und die Kreuzer suchten nach dem Notruf der Rawalpindi die deutschen Schiffe, die den Hilfskreuzer versenkt hatten. Wegen erlittener Wetterschäden musste der Kreuzer anschließend in die Werft. Er wurde dann der 3rd CS im Mittelmeer unterstellt und verlegte über Plymouth und Gibraltar von 19. bis zum 28. Dezember 1939 nach Malta. Im Januar 1940 wurde dann Alexandria die Basis des Kreuzers. Als Italien am 10. Juni 1940 dem Krieg auf Seiten des Deutschen Reichs beitrat, verfügte die Mediterranean Fleet im östlichen Teil des Mittelmeers über neun Leichte Kreuzer, darunter drei alte Kreuzer der C-Klasse mit Carlisle, Calypso und Caledon. Am ersten Vorstoß der Mittelmeerflotte gegen den italienischen Libyen-Verkehr nahmen auch die Caledon und ihr Schwesterschiff Calypso teil. Die Calypso wurde dabei der erste Verlust der Royal Navy durch ein italienisches Kriegsschiff im Zweiten Weltkrieg, als sie kurz nach Mitternacht am 12. Juni 1940 vom italienischen Unterseeboot Alpino Attilio Bagnolini etwa 80 km südlich des Kaps Lithion auf Kreta im östlichen Mittelmeer torpediert wurde. Vom langsam sinkenden Kreuzer konnten der Zerstörer Dainty und die Caledon die Besatzung weitgehend abbergen. 39 Mann starben beim Untergang der Calypso.
Die Caledon übernahm anschließend Sicherungsmaßnahmen im östlichen Mittelmeer und arbeitete zusammen mit der Capetown und den Zerstörern Nubian, Mohawk, der australischen Vampire und der inzwischen polnischen Garland. Sie geleiteten in kleinen Konvois britische Schiffe von den Dardanellen und griechischen Häfen nach Ägypten, gegen die italienische U-Boote aufgestellt waren, welche aber nicht zum Erfolg kamen.
Als Anfang August die Italiener Britisch-Somaliland angriffen, gehörte die Caledon zu den britischen Einheiten, die in das Rote Meer verlegt wurden. Vom 14. bis 19. August räumten die Briten Berbera und evakuierten 5690 Soldaten, 1266 Zivilisten und 184 Verwundete nach Aden. Britische Kreuzer und Zerstörer sicherten nicht nur den Abtransport, sondern griffen mit ihrer Artillerie auch in die Landkämpfe ein. Zum Einsatz kamen neben der Caledon die Kreuzer Carlisle, Ceres und die australische Hobart, die Zerstörer Kandahar und Kimberley, die Sloops Shoreham sowie die Parramatta und Auckland der RAN sowie Hilfskreuzer, ein Lazarettschiff und ein Frachter.
Die Caledon wurde dann vorrangig im Indischen Ozean eingesetzt. Mitte März 1941 gehörte sie zu den Einheiten, die als Force D die Wiedereinnahme von Berbera am 16. März unterstützten. Sie und der Kreuzer Glasgow unterstützten die Landung mit ihrer Schiffsartillerie.
Im April/Mai 1941 wurde erwogen, den alten Kreuzer als Blockschiff gegen Tripolis zu verwenden. Von August bis Oktober wurde die Caledon in Colombo überholt, um weiterhin bei der Eastern Fleet im Dienst zu bleiben. Als die japanische Flotte im Frühjahr 1942 im Indischen Ozean operierte, gehörte die Caledon zur Force B mit den alten Schlachtschiffen der Revenge-Klasse.

### Umbau zum Flugabwehrkreuzer und weitere Einsätze
Die zuletzt in Mombasa-Kilindini stationierte Caledon kehrte ab Juli 1942 nach Großbritannien zurück, um zu einem Flugabwehrkreuzer umgebaut zu werden. Vor ihr hatte schon im Mai die Colombo die Eastern Fleet verlassen, um gleichartig umgebaut zu werden. Dieses Umbauprogramm sollte sich ursprünglich auf alle 1937 noch vorhandenen dreizehn Kreuzer der C-Klasse erstrecken. Vor dem Krieg hatte es zwei Prototypen und vier weitere Kreuzer umfasst, war aber nach der Fertigstellung der Curacoa im April 1940 eingestellt worden. Von diesen sechs Umbauten waren bis Juli 1942 zwei Schiffe im Zuge der Kriegshandlungen verloren gegangen. Von den sieben bei Kriegsbeginn als Artillerie-Kreuzer wieder aktivierten Schiffen der C-Klasse war nur die Calypso dem Krieg zum Opfer gefallen.
Der Umbau der Caledon erfolgte vom 14. September 1942 bis zum 7. Dezember 1943 auf der Marinewerft in Chatham und war der letzte Umbau eines Kreuzers der C-Klasse, der anscheinend ohne große Priorität erfolgte. Der Umbau der Colombo erfolgte vom August 1942 bis zum Juni 1943. Bis zum Abschluss der Arbeiten an der Caledon waren drei weitere zu Flugabwehrkreuzern umgebaute Schiffe gesunken und die allein verbliebene Carlisle seit Oktober 1943 ein nicht mehr reparaturwürdiger Kreuzer, der als Wohnschiff in Alexandria genutzt wurde. Neben den 1942/1943 erfolgten Umbauten der Colombo und Caledon gab es mit der Delhi noch einen weiteren zu einem Flugabwehrkreuzer umgebauten alten Kreuzer. Der Umbau weiterer Schiffe wurde jetzt allerdings nicht mehr als notwendig erachtet, da der Bedarf für derartige Schiffe inzwischen durch die zulaufenden Neubauten der Dido-Klasse gedeckt wurde. So blieben die Caradoc, Ceres und Cardiff sowie die Capetown bis zum Kriegsende mit ihrer ursprünglichen 152-mm-Hauptbewaffnung im Dienst.

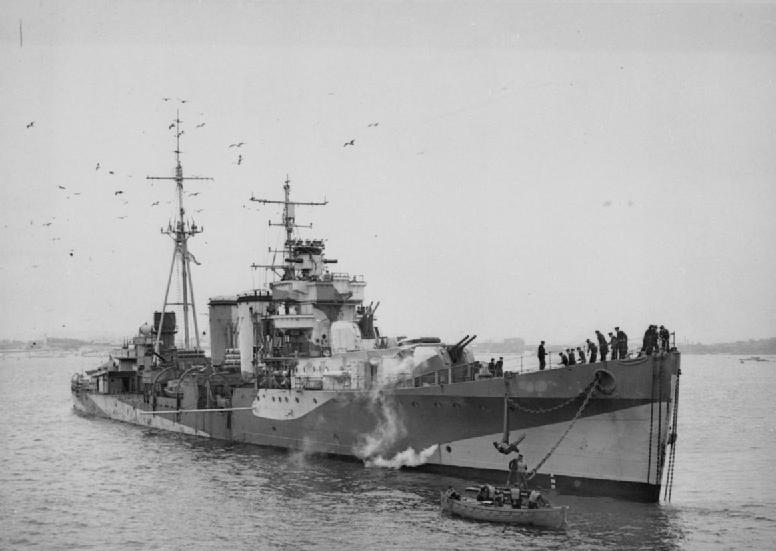
Die Colombo, wie Caledon umbewaffnet

Die Umbauten von Colombo und Caledon waren nicht mehr nach den Friedensplänen erfolgt. Beide Schiffe erhielten nur noch drei 102-mm-Zwillingsgeschütze, von denen zwei – sich überschießend – auf dem Vorschiff eingebaut wurden und das dritte am Heck installiert wurde. Die Nahbereichsflugabwehr der beiden letzten Umbauten unterschied sich auch von den vorangegangenen Umbauten, in dem sie nicht mehr mit pom-pom-2pdr-Vierlingsgeschützen ausgerüstet wurden, sondern zwei moderne 40-mm-Bofors-Zwillings-Geschütze in Lafetten der Bauart Hazemeyer an den Schiffsseiten zwischen den hinteren Schornstein und dem Hauptmast erhielten; dazu kamen noch 20-mm-Oerlikon-Kanonen.

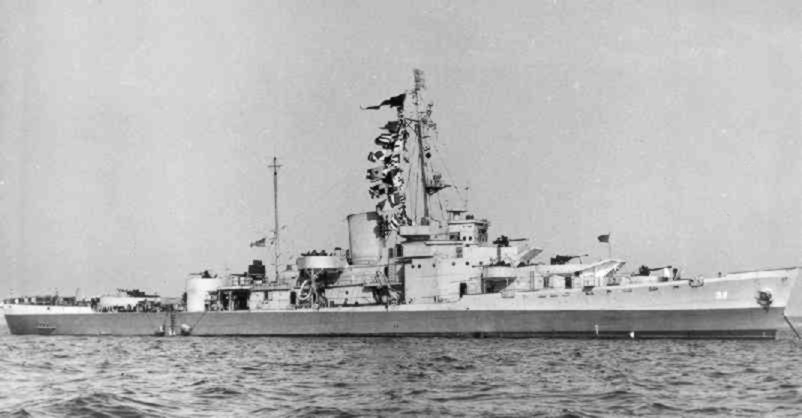
USCGC Campbell, 1944

Als der Kreuzer im Dezember 1943 wieder in Dienst gestellt wurde, war er für eine Verwendung im Mittelmeer vorgesehen. Nach dem Einfahren der Besatzung bei der Home Fleet verlegte die Caledon ins Mittelmeer und sicherte den britischen Schiffsverkehr gegen Luftangriffe, Einsatzbasis war ab März 1944 Alexandria. Anfang Mai verstärkte der Kreuzer die amerikanische Sicherung des Konvois UGS 40 mit 65 Schiffen aus Norfolk (Virginia) auf dem Weg nach Bizerta, die vom USCG-Cutter Campbell geführt aus vier US-Zerstörern, sieben Geleitzerstörern und zwei französischen Schiffen bestand. Der große Konvoi wurde von der deutschen Luftwaffe am 11. Mai 1944 auf der Höhe des Cape Bengut in Ostalgerien in vier Wellen von über 60 Flugzeugen der I. und III./KG 26 sowie I./ und III./KG 77 mit Ju 88, Do 217, He 111 und einer Condor angegriffen. Entgegen ersten deutschen Darstellungen soll kein Schiff getroffen worden sein, aber die Caledon soll etwa zehn Angreifer abgeschossen haben.

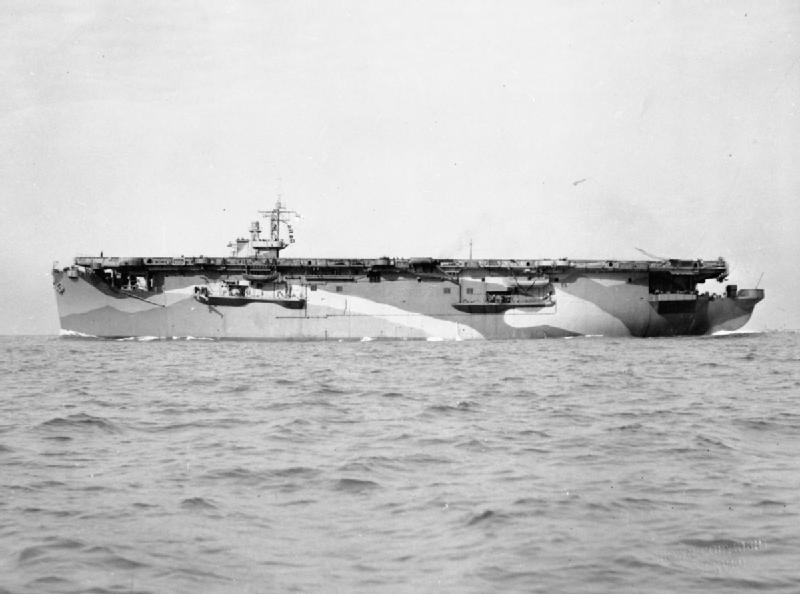
Der britische Geleitträger Hunter, einer der Träger der TG.88.2

Im August 1944 gehörte die Caledon mit der ähnlichen Colombo zur Kampfgruppe TG.88.2 mit zwei amerikanischen und zwei britischen Geleitträger und sechs US-Zerstörern. Diese Kampfgruppe war eine der beiden Kampfgruppen der TF.88, die die Luftsicherung der alliierten Landung in Südfrankreich durchführte.
Ab Oktober 1944 wurde die Caledon dann in der Ägäis eingesetzt. Neben der Bekämpfung der Deutschen kam es auch zu Zusammenstößen zwischen den von den Briten unterstützten monarchistischen Griechen und der kommunistischen Widerstandsbewegung Griechenlands (E.L.A.S.), in die auch britische Einheiten involviert wurden. In Vorbereitung der sog. Schlacht um Athen beschoss die Caledon, zum Teil zusammen mit dem Hunt-III-Zerstörer Easton, der Korvette La Malouine der Flower-Klasse sowie dem Zerstörer Navarinon (ex Echo) und der Flower-Korvette Sakhtouris (ex Peony) der griechischen Marine vom 5. bis 9. Dezember 1944 Stellungen der E.L.A.S. bei Piräus und Salamis. Im Februar 1945 wurde die Caledon aus der Ägäis abgezogen.

### Das Ende derCaledon
Das im März 1945 nach Großbritannien zurückgekehrte Schiff wurde in Falmouth außer Dienst gestellt. Im Januar 1948 wurde die Caledon zum Abbruch verkauft, der im Februar in Dover begann.

## Die Kreuzer derCaledon-Gruppe der C-Klasse
Alle vier Kreuzer der Untergruppe wurden am 8. Dezember 1915 bestellt.
| Name          | Bauwerft                              | Baubeginn  | Stapellauf | fertig     | Endschicksal                                                                              |
| ------------- | ------------------------------------- | ---------- | ---------- | ---------- | ----------------------------------------------------------------------------------------- |
| Caledon (D53) | Cammell Laird, Birkenhead, Baunr. 828 | 17.03.1916 | 25.11.1916 | 7.03.1917  | im Januar 1948 zum Abbruch verkauft                                                       |
| Cassandra     | Vickers, Barrow, Baunr. 456           | 3.1916     | 25.11.1916 | 6.1917     | am 5. Dezember 1918 nach Minentreffer nahe Saaremaa in der Ostsee gesunken, 11 Tote       |
| Caradoc (D60) | Scotts, Greenock, Baunr. 476          | 21.02.1916 | 23.12.1916 | 16.06.1917 | im April 1946 zum Abbruch verkauft                                                        |
| Calypso (D61) | Hawthorn Leslie, Hebburn, Baunr. 486  | 7.02.1916  | 25.01.1917 | 21.06.1917 | am 12. Juni 1940 durch italienisches U-Boot Bagnolini südlich von Kreta versenkt, 39 Tote |